# Salvatore Cognetti de Martiis

Socialismo antico, 1889

Salvatore Cognetti de Martiis (né le 19 janvier 1844 à Bari et mort le 8 juin 1901 à Turin) est un universitaire, économiste, journaliste et patron de presse italien, actif dans la deuxième moitié du XIXe siècle.
Influencé par le positivisme, il développe dans ses livres des théories proches de ce mouvement. Il fut professeur aux universités de Sienne et de Turin et membre de l'Académie des sciences de Turin.

## Biographie
Salvatore Cognetti De Martiis étudie à l'université de Pise de 1861 à 1865.
En 1866, il s'engage parmi les volontaires de Garibaldi pour combattre lors de la troisième guerre d'indépendance italienne dans le cadre de la campagne du Tyrol visant à libérer les derniers territoires de la péninsule — notamment le Vénétie — encore sous domination autrichienne.
L'année suivante, de retour à Bari, il est nommé directeur des écoles municipales et professeur d'économie politique à l'Institut industriel et professionnel.
En 1868, il s'installe à Mantoue pour enseigner le droit et l'économie à l'institut technique provincial. À Mantoue, il commence à travailler comme journaliste, dirigeant la Gazzetta di Mantova (1870-1874) et collaborant avec Perseveranza, publiant des écrits sur des thèmes politiques et sociaux.
Nommé professeur à l'université de Sienne et à celle de Turin en 1878, il s'installe dans la capitale piémontaise pour y enseigner l'économie politique et tient également un important cours gratuit de sociologie. Il y fonde le Laboratoire d'économie politique (it) (Laboratorio di Economia Politica), qui porte aujourd'hui encore son nom, et en fut le directeur à partir de 1893. Il fut pendant des années professeur d'économie et de législation industrielle au Musée royal italien de l'industrie à Turin.
En tant qu'économiste, son étude des crises et du cycle économique est particulièrement intéressante. Cognetti de Martiis, de tendance socialiste, concentre son analyse sur le marché, perpétuellement en équilibre instable. Les cycles et les fluctuations sont le résultat d'une instabilité telle que « l'alternance de périodes d'excitation et de dépression, d'abondance et de rareté. » Avec Luigi Cossa, Fedele Lampertico (it) et Luigi Luzzatti, il pose le problème du rôle économique de l'État dans le but d'harmoniser ses fonctions avec l'ordre naturel de l'économie. Il considère que l'intervention de l'État est nécessaire pour garantir le respect des règles du jeu afin d'éviter ces « asymétries » qui risquent de fausser le libre déroulement des « lois naturelles » de l'économie.
Il fut membre de l'Académie des sciences de Turin.
Salvatore Cognetti De Martiis meurt à Turin le 8 juin 1901, à l'âge de 57 ans.